# Peking közlekedése
Peking, Kína fővárosa, egy hatalmas közlekedési csomópont: utakkal, vasúttal és repterekkel. Négy körgyűrű található a városban, amelyek feladata a városon áthaladó forgalom csökkentése.

## Vasút

### Nagyvasút

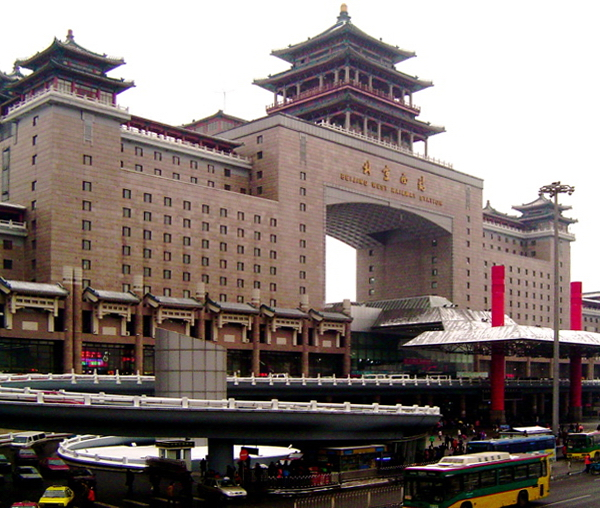
Peking Nyugati pályaudvar

Pekingben három nagy vasútállomás található:
- Peking (vagy Beijing-Central)
- Peking Nyugati pályaudvar
- Peking Déli pályaudvar (a létező legnagyobb vasútállomás Kínában)

További vasútállomások:
- Peking-Kelet
- Peking-Észak
- Fengtai
- Guanganmen
- Xinghuo

A fenti állomásokról közvetlenül elérhetőek (többek között) az alábbi városok:
- Kanton
- Sanghaj
- Harbin
- Paotou
- Yuanping
- Csengtö
- Qinhuangdao
- Kaulung (Hongkong)

továbbá:
- Oroszország (Moszkva és az ország keleti részén lévő nagyvárosok)
- Mongólia
- Észak-Korea

### BCR (HÉV)
A pekingi HÉV-hálózatot a tervek szerint 7 vonal fogja alkotni. Közülük jelenleg még csak az S2-es üzemel, az S1-es pedig építés alatt áll. A többi vonal a tervek szerint legkésőbb 2020-ig megépül.

### Metró

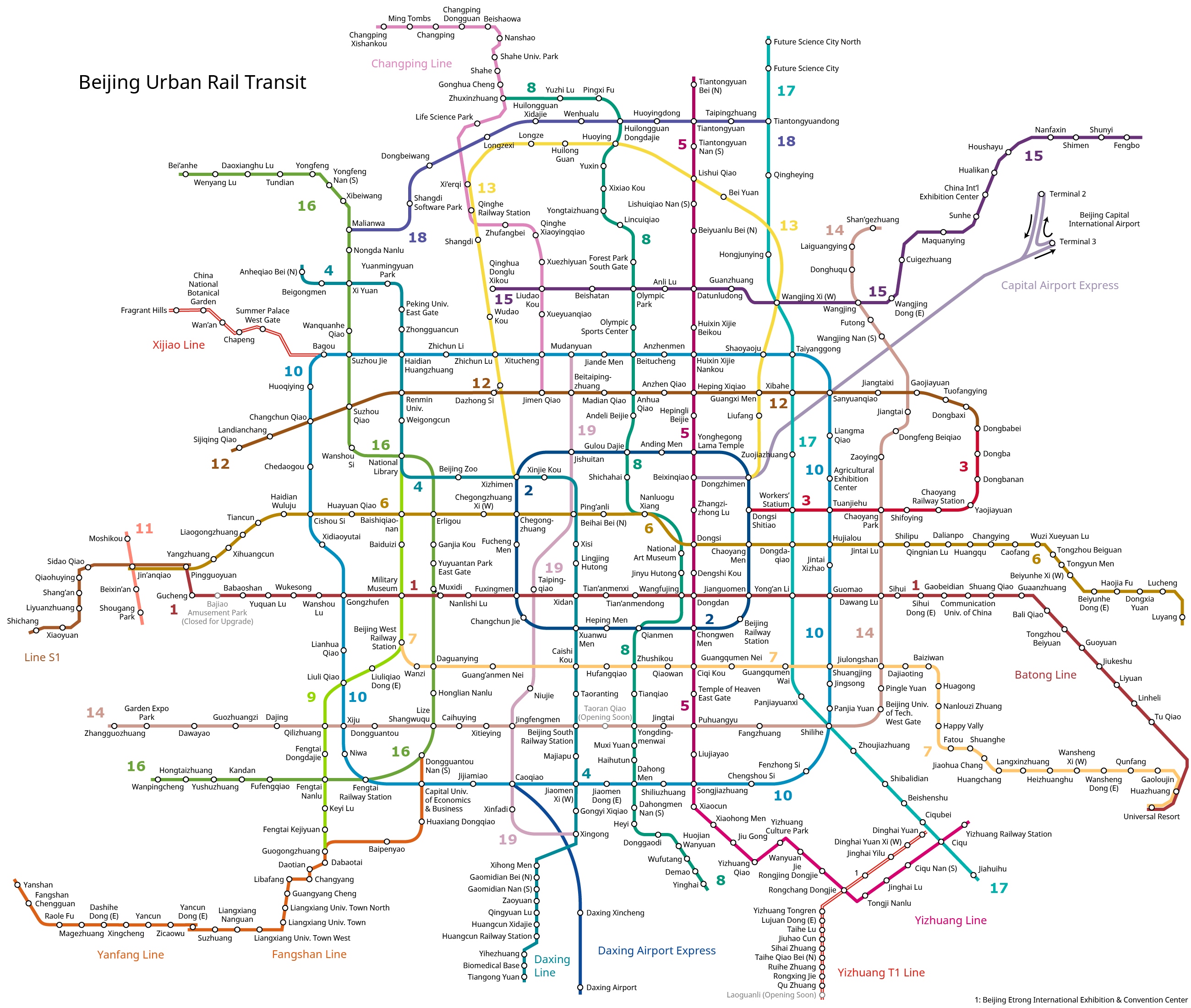
A pekingi metró jelenlegi térképe

Peking metróhálózata jelenleg 18 vonallal rendelkezik, 527 km-en fut és közel 319 állomást szolgál ki. Közülük a 8-as vonalat (első szakaszát) éppen az Olimpiai játékok elején nyitották meg. Peking legújabb metróvonalát, a 7-est 2014. december 28-án nyitották meg.
Az utazás ára a szerelvényeken korlátlan átszállással: 2¥, kivéve az Airport-Express szerelvényeit, ahol a jegy ára: 25¥. Több nyugati nagyvároshoz hasonlóan itt is működik egy chipkártyás rendszer, amely a Yikatong nevet viseli. Ez a kártya elektronikusan feltölthető különböző kreditekkel és ezekért lehet a vonatokat igénybe venni.

## Közúti

### Autó

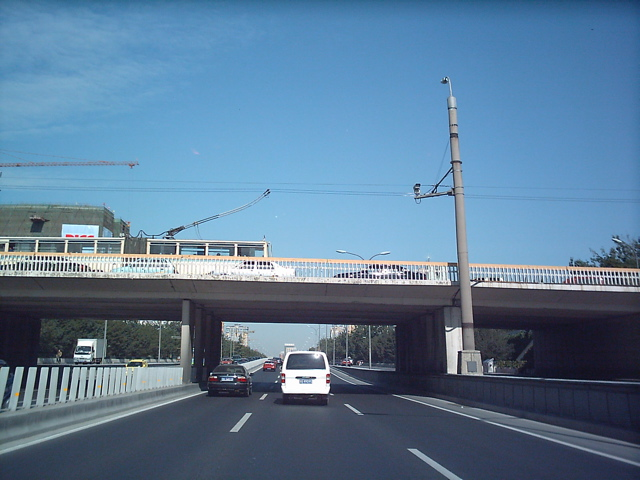
A 2-es körgyűrű Chaoyangmen-nél

Peking útjain állandóak a forgalmi dugók, ebből következően hatalmas a légszennyezés a városban. A városon áthaladó autósok számának csökkentése érdekében építették meg a pekingi körgyűrűket, név szerint: a kettest, a hármast, a négyest, az ötöst, a hatost és a hetest (az utóbbi kettő még építés alatt áll). Az úthasználatért általában ¥0,5/km (körülbelül 15 Ft/km) árat kell fizetni az autósoknak.
A várost 9 gyorsforgalmi út is érinti, ezek a következőek:

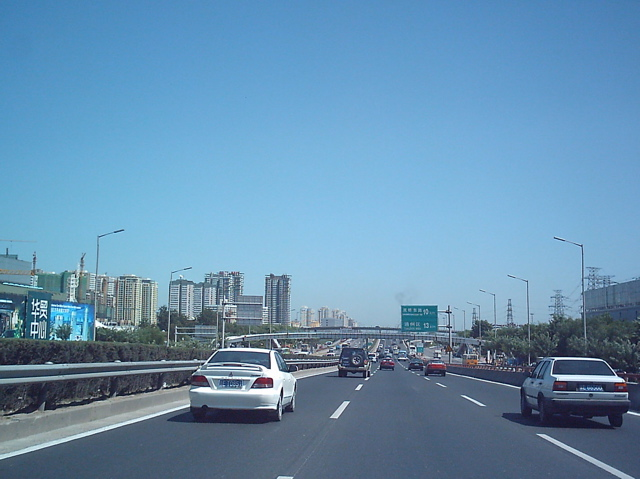
A Jingtong-gyorsforgalmi út

- Badeling (Madelin - Badeling (Nagy Fal) - Jingzhang gyorsforgalmi út)
- Jingcheng (Taiyanggong - Gaoliying)
- Reptéri (Sanyuanqiao - Beijing Capital International Airport)
- Jingtong (Dawang-híd - Tongzhou városrész)
- Jingha (Beiguan Roundabout - Yanjiao, Hebei)
- Jingshen (Sifang-híd - Shenyang)
- Jingjintang (Fenzhongsi - Tianjin - Tanggu)
- Jingkai (Yuquanying - Yufa)
- Jingshi (Liuliqiao - Shijiazhuang)

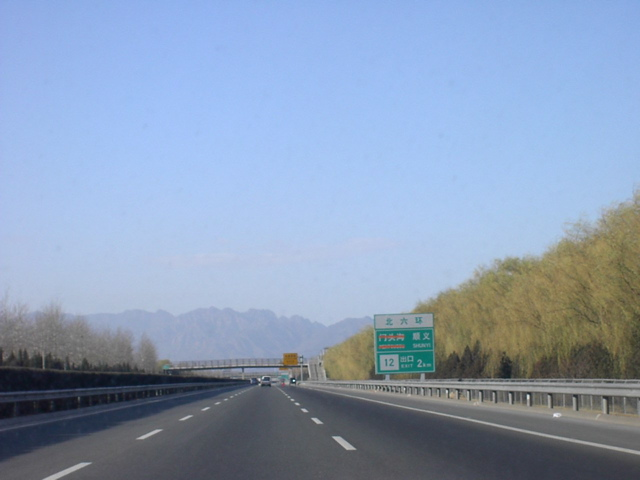
A Badaling-gyorsforgalmi út

A nemzeti autópályák közül 11 érinti a várost:
- 101 (Dongzhimen - Chengde - Shenyang)
- 102 (Chaoyangmen - Harbin)
- 103 (Fenzhongsi - Tianjin - Tanggu)
- 104 (Yongdingmen - Fuzhou)
- 105 (Yongdingmen - Zhuhai - Macau)
- 106 (Yuquanying - Guangzhou)
- 107 (Guang'anmen - Shenzhen)
- 108 (Fuxingmen - Kunming)
- 109 (Fuchengmen - Lhasa)
- 110 (Deshengmen - Yinchuan)
- 111 (Dongzhimen - Heilongjiang tartomány)

### Busz

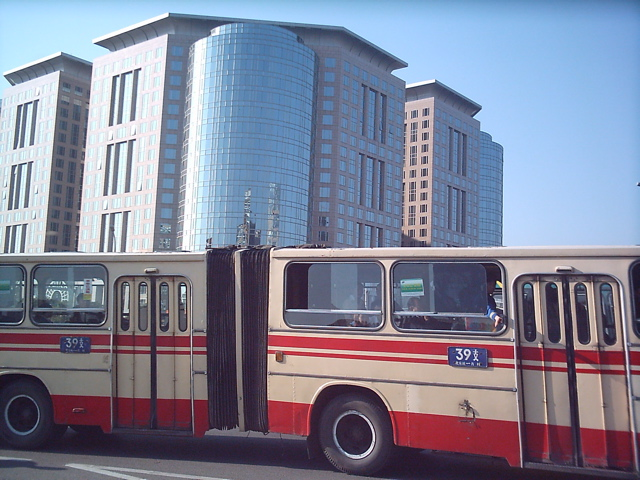
Csuklós busz a 39-esen

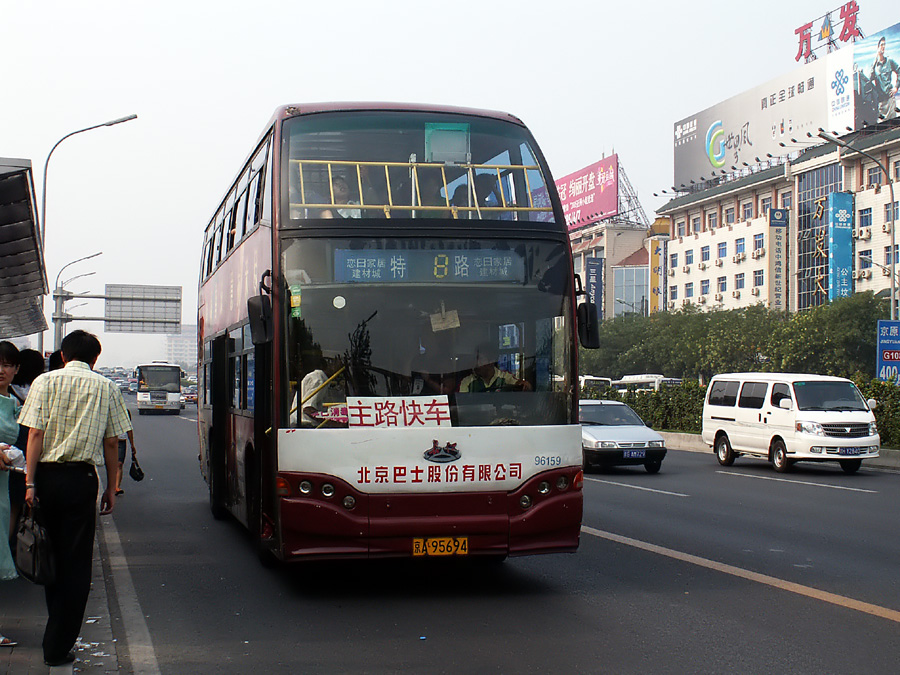
Emeletes busz a 8-ason

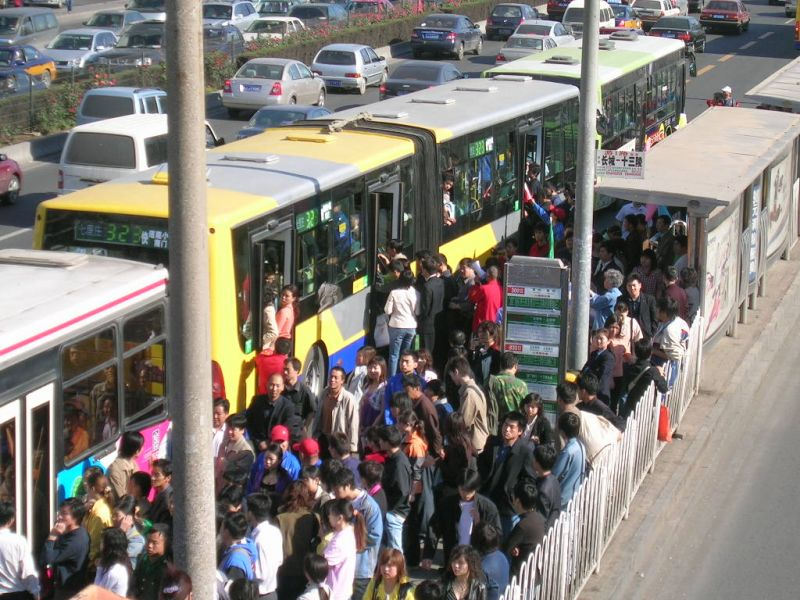
Általánosnak nevezhető tömeg a 323-as egyik megállójában

A városban több, mint 500 buszvonal található (a számuk 1 és 999 közötti). Autóbuszokkal a város szinte minden pontja elérhető.
| Vonalszám | Közlekedési jellegzetesség                                                        | 1 jegy ára készpénzzel            | 1 jegy ára Yikatong-kártyával                                                          |
| --------- | --------------------------------------------------------------------------------- | --------------------------------- | -------------------------------------------------------------------------------------- |
| 1 - 199   | Belvárosi járatok                                                                 | ¥1 (távolságtól független)        | ¥0,4 (távolságtól független)                                                           |
| 200 - 299 | Belvárosi éjszakai járatok                                                        | ¥2 (távolságtól független)        | ¥0,4 (távolságtól független)                                                           |
| 300 - 399 | Külvárosi járatok                                                                 | ¥1 az első 12 km, utána ¥0,5/5 km | ¥0,4 (távolságtól független)                                                           |
| 400 - 599 | Alvállalkozók által üzemeltettet járatok                                          | ¥1 az első 12 km, utána ¥0,5/5 km | 400 - 499: ¥0,4 (távolságtól független) 500 - 599: ¥0,4 az első 12 km, utána ¥0,2/5 km |
| 600 - 799 | Egyaránt bel- és külvárosi járatok A leghosszabb vonalak a városban               | ¥1 az első 12 km, utána ¥0,5/5 km | ¥0,4 az első 12 km, utána ¥0,2/5 km                                                    |
| 800 - 899 | Légkondicionált járatok                                                           | ¥1 az első 12 km, utána ¥0,5/5 km | ¥0,4 az első 12 km, utána ¥0,2/5 km                                                    |
| 900 - 999 | A belvárosból induló elővárosi járatok Többek között a Nagy Fal is elérhető velük | ¥1 az első 10 km, utána ¥0,5/5 km | ¥0,8 az első 10 km, utána ¥0,4/5 km                                                    |

Válthatóak továbbá 3, 7 és 14 napos bérletek, amelyek ideálisak a turisták számára.

### Trolibusz

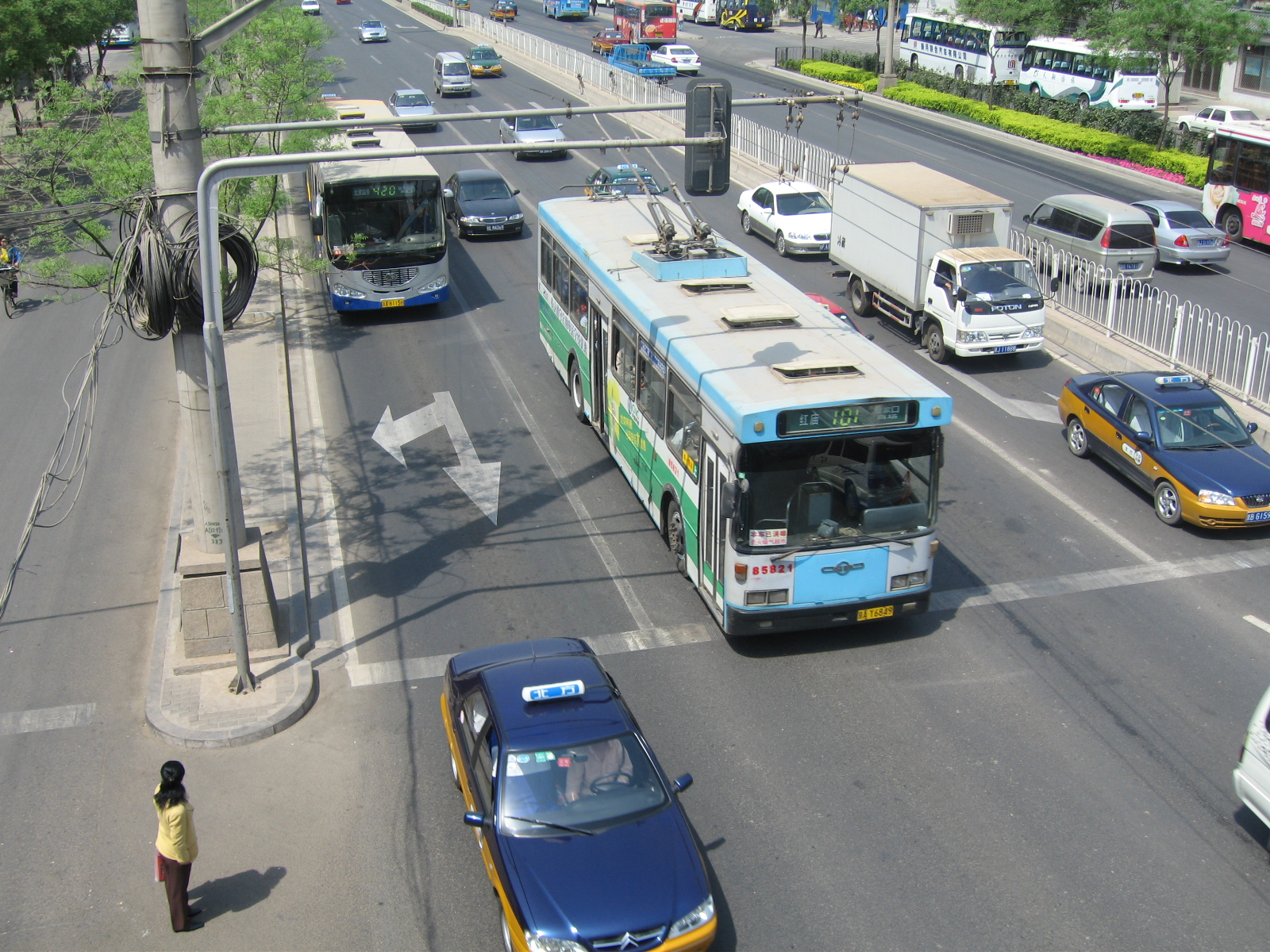
101-es járat
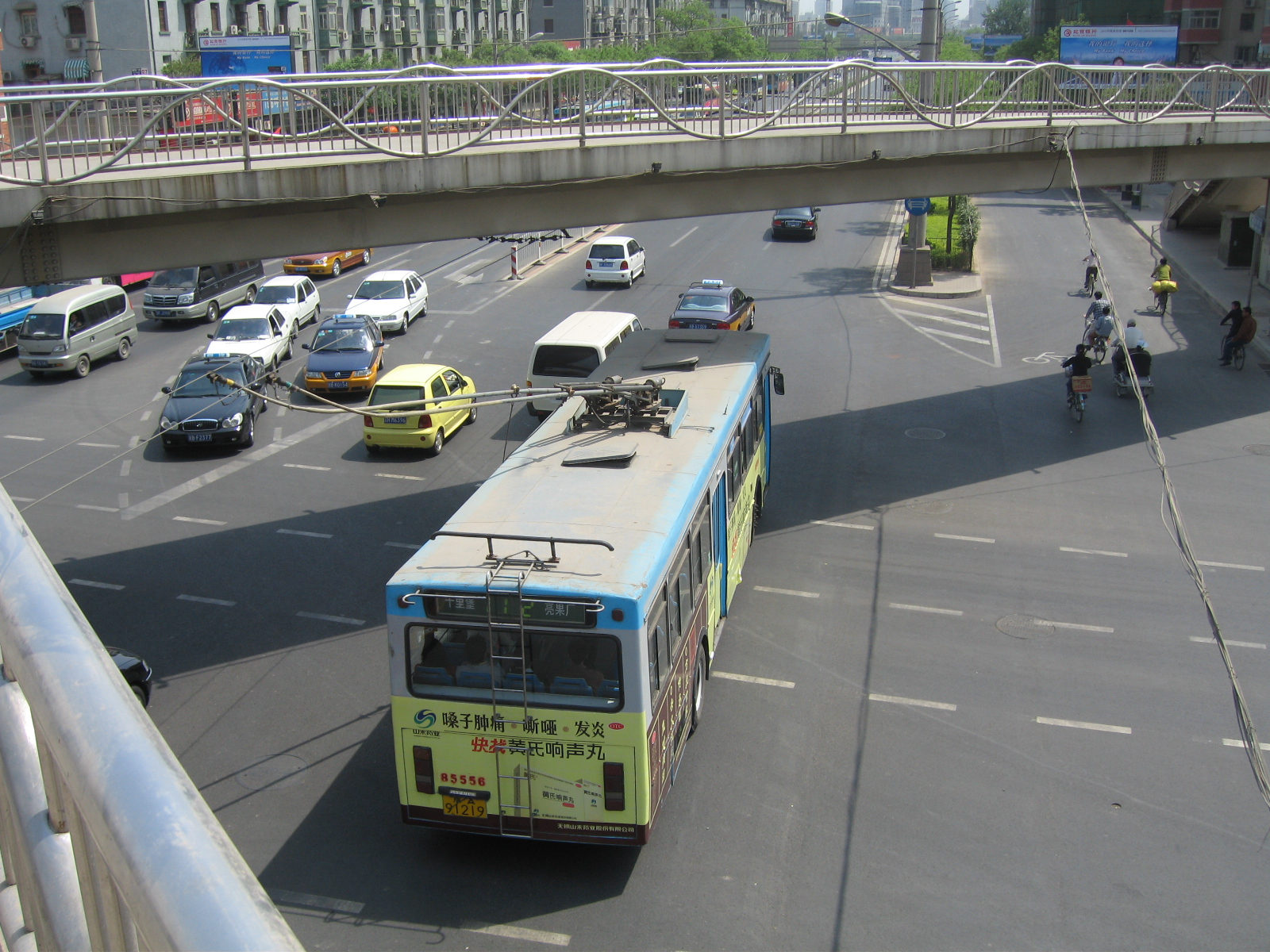
2-es járat
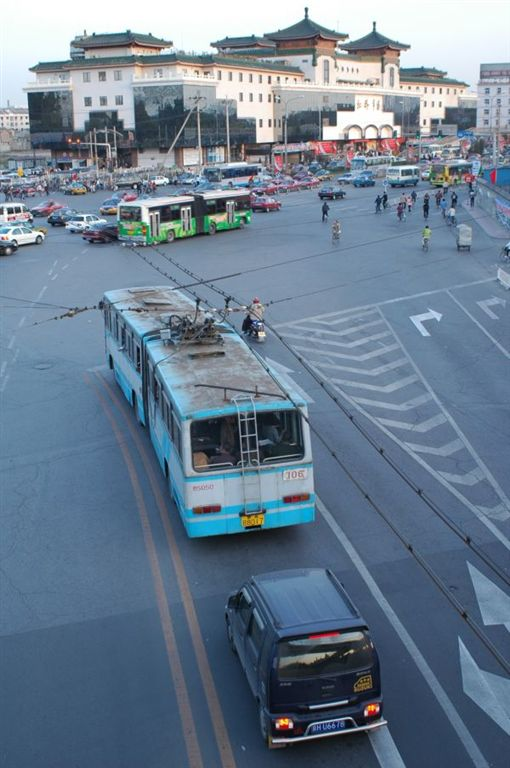
106-os járat

### Taxi
Egy korábbi rendelet alapján a (legálisan működő) taxik alapdíja ¥10 az első 3 kilométerre, utána ¥2/km. 22 óra után az alapdíj ¥11. Minden legálisan működő autó részben sárga színű, és a szélvédőn egy papír igazolja a legalitást. A feketén működő autók a menetdíjak többszörösét is elkérhetik az utasoktól. A városban rengeteg taxitársaság működik. Közülük egy-néhány külön rendelet alapján más módon számítja a díjszabást.

## Légi

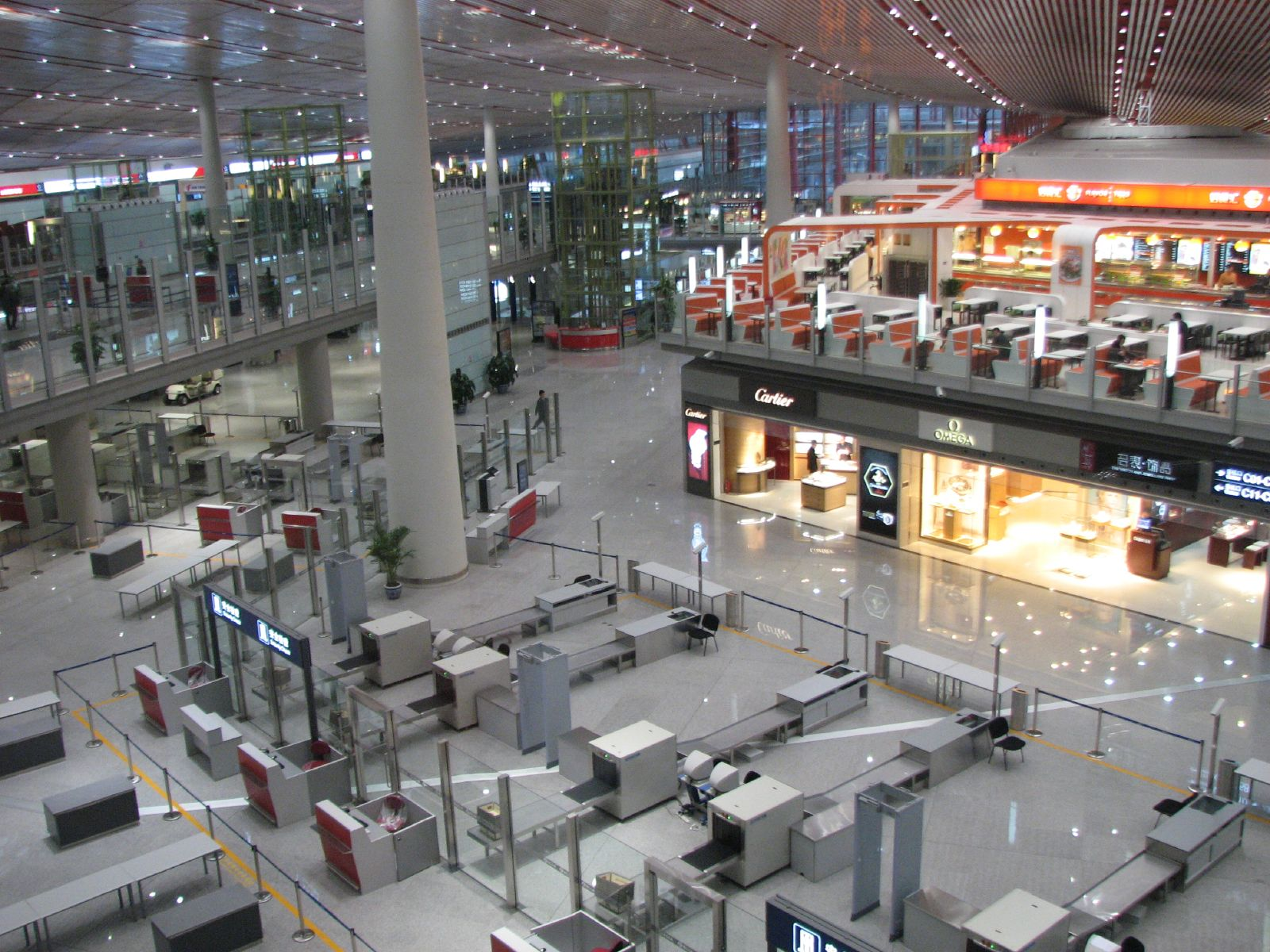
A nemrégiben átadott 3-as terminál

Peking főreptere a Pekingi Nemzetközi Repülőtér (angol nevén: Beijing Capital International Airport), amely a városközponttól közel 20 km-re helyezkedik el észak-északkelet irányba. A repülőtérről az ország valamennyi repülőtere elérhető, illetve a világ legtöbb tájáról érkeznek/indulnak repülőgépek.
A város további, kevésbé ismert repülőterei: Liangxiang Airport, Nanyuan Airport, Xijiao Airport és Badaling Airport.

## Fordítás
- Ez a szócikk részben vagy egészben  a   Transportation in Beijing című angol Wikipédia-szócikk fordításán alapul.  Az eredeti cikk szerkesztőit annak laptörténete sorolja fel. Ez a jelzés csupán a megfogalmazás eredetét és a szerzői jogokat jelzi, nem szolgál a cikkben szereplő információk forrásmegjelöléseként.